# كريستين هيلي
كريستين هيلي (بالإنجليزية: Christine Healy)‏ هي ممثلة أمريكية، ولدت في 13 يونيو 1950 في بوفالو في الولايات المتحدة.

## وصلات خارجية
- كريستين هيلي على موقع IMDb (الإنجليزية)
- كريستين هيلي على موقع قاعدة بيانات الفيلم (الإنجليزية)